# Тенсіометрія
Тенсіометрія (рос. тенсиометрия; англ. tensiometry, нім. Tensiometrie f) – сукупність методів вимірювання поверхневого натягу рідин. 

## Загальний опис
Способи визначення поверхневого натягу поділять на статичні і динамічні. У статичних методах поверхневий натяг визначається на поверхні, яка сформувалася і знаходиться в рівновазі. Динамічні методи пов'язані з руйнуванням поверхневого шару. У разі вимірювання поверхневого натягу розчинів (особливо полімерів або ПАР) слід користуватися статичними методами. У ряді випадків рівновага на поверхні може наступати протягом декількох годин (наприклад, у випадку концентрованих розчинів полімерів з високою в'язкістю, високов’язких речовин-зв’язуючих агломерації, брикетування тощо). Динамічні методи можуть бути застосовані для визначення рівноважного поверхневого натягу і динамічного поверхневого натягу. Наприклад, для розчину мила після перемішування поверхневий натяг 58 Дж/м², а після відстоювання - 35 Дж/м². Тобто поверхневий натяг змінюється. До встановлення рівноважного стану поверхневий натяг – динамічний. 
Статичні методи: метод підняття в капілярі, метод Вільгельмі, метод лежачої краплі, метод визначення за формою висячої краплі, метод краплі, що обертається. 
Динамічні методи: метод Дю Нуї (метод відриву кільця), сталагмометричний, або метод підрахунку крапель, метод максимального тиску бульбашки, метод осцилюючого струменя, метод стоячих хвиль, метод біжучих хвиль. 

## Інтернет-ресурси
- Методи вимірювання поверхневого натягу